# ウェストサイド・マンハッタン
ウェストサイド・マンハッタン（West Side of Manhattan）は、ニューヨーク市マンハッタン島のハドソン川やニュージャージー州に接する西側を指す。5番街、セントラルパーク、ロウアー・ブロードウェイによって、イーストサイドと分けられる。
ウェストサイドの主な地区には、北から南に、ウェスト・ハーレム、モーニングサイド・ハイツ、マンハッタン・バレー、アッパー・ウエスト・サイド、ヘルズ・キッチン、チェルシー、ウェスト・ビレッジ、ソーホー、トライベッカがある。8番街線とブロードウェイ/7番街線は、ウェスト・サイドの全ての地区を結んでいる。
また、主なウェストサイドを南北に走る道路には、北側のヘンリー・ハドソン・パークウェイ、南側のウェストサイド・ハイウェイがある。ハドソン・リバー・グリーンウェイは、島の西海岸でこれらを分割している。

## 再開発
ウェストサイド車両基地は、ウェストサイド・スタジアムの計画地となっていた。このスタジアムは、2012年夏季オリンピックのニューヨーク招致のため、計画された。さらに、ニューヨーク・ジェッツをマンハッタンに招致する20億ドルのスタジアム計画も失敗し、現在は、商業施設と住居からなる複合施設「ハドソン・ヤード」が建設されている。